# Пешеходный мост через Яузу в составе ТПУ «Электрозаводская»
Пешеходный мост через Яузу в составе ТПУ «Электрозаводская» — 85-метровый крытый пешеходный мост над рекой Яузой в Москве, в Басманном районе. Открыт 22 апреля 2022 года. Это 60-й мост, по порядку открытия, через Яузу в Москве.

## История
Пешеходный мост через Яузу в составе ТПУ «Электрозаводская» построен в ходе реализации проекта ТПУ: это 111-метровый пешеходный мост (пешеходный пролёт 84 метра), остеклённый полупрозрачным поликарбонатом. Он связывает между собой:
- кварталы Басманного района,
- Семёновскую набережную — с Рубцовской,
- а ТПУ — с жилой застройкой на другом берегу реки[4].

Также, одновременно со строительством моста, производится благоустройство Семёновской набережной.

## Конструкция
Мост включает в себя пешеходный переход дугообразной формы, опирающийся на две промежуточные опоры, и две крайние опоры-башни, совмещенные с конструкциями лестничных сходов.

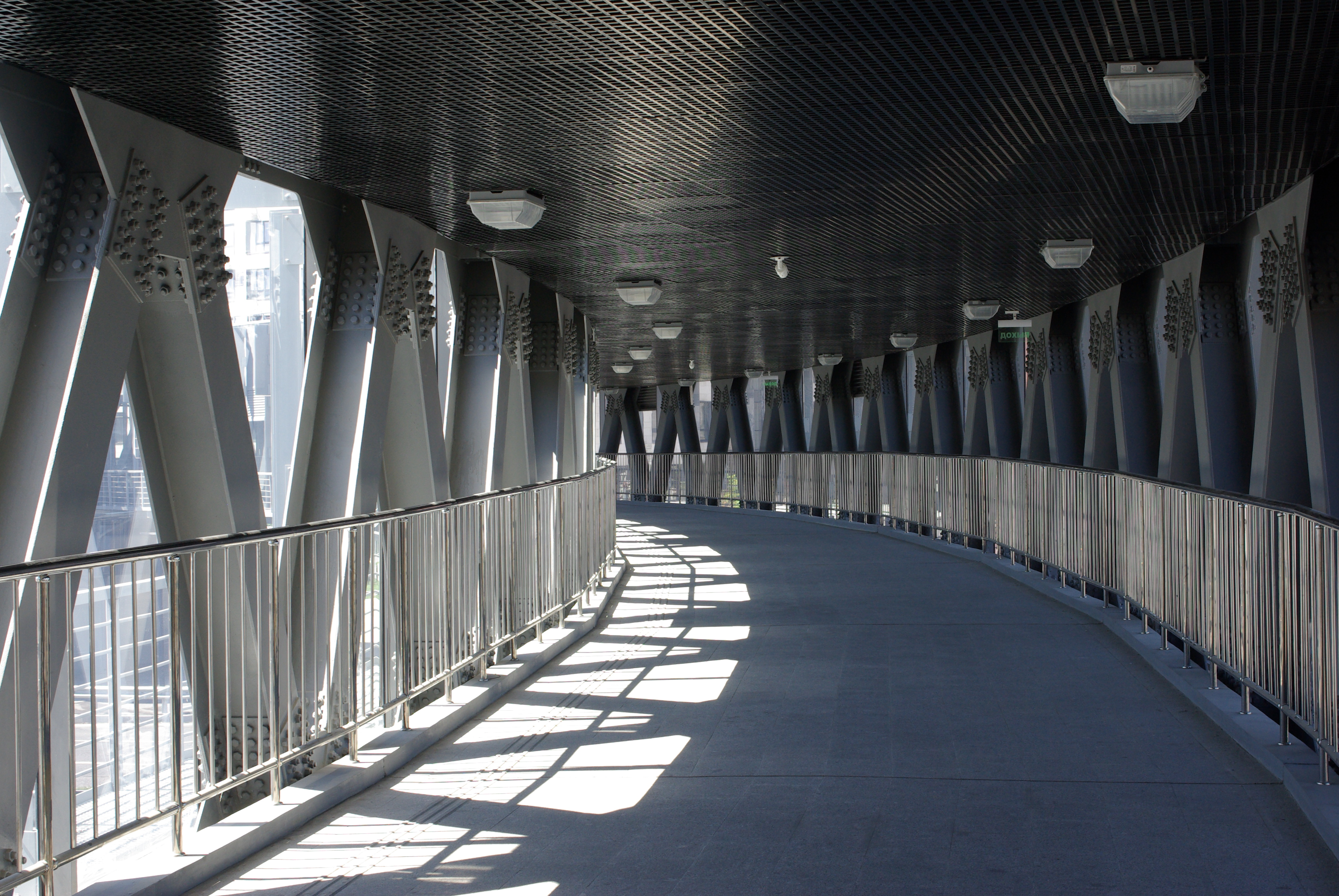
Интерьер моста

- В опорах-башнях смонтированы лифты для МГН (не запущены).
- Ширина пешеходной части составляет около 4 метров
  - выбрана для обеспечения расчётного пассажиропотока (пропускной способности) 2500 человек в час пик.
- Параллельно пешеходной части смонтированы решетчатые мостки для обслуживания моста.
- Покрытие пешеходной части: тротуарная плитка.
- Полная длина – 111 м,
- ширина – 4 м,
- высота – 2,6 м.

## Строительство
Окончание строительства изначально было намечено на конец 2021 года.
Готовность на:
- 9 ноября 2021 г.: 70 %[6].
- 19 января 2022 г.: 80 %[7].
- 18 февраля 2022 г.: 85 %; завершено остекление[8][9].
- 24 марта 2022 г.: 90 %[10].
- Открыт 22 апреля 2022 года[11].

## Недостатки
- На момент открытия лифты (с обеих сторон) не были запущены.
- Выход с моста на Семёновскую набережную не имеет прямого прохода (114 метра[12]) к метро (из-за ведущегося строительства, обнесённого забором). В результате, забор приходится обходить (346 м[13]).